# Municipio de Yutanduchi de Guerrero
El municipio de Yutanduchi de Guerrero es un municipio situado en el distrito de Nochixtlán, Oaxaca, México. Según el censo de 2020, tiene una población de 1195 habitantes.
Colinda al norte con Santiago Tilantongo y Magdalena Jaltepec; al sur con San Juan Tamazola y San Pedro Teozacoalco; al sur con San Pedro Teozacoalco y San Mateo Sindihiui; y al oeste con San Mateo Sindihiui y Santiago Tilantongo.

## Toponimia
El nombre Yutanduchi proviene de las palabras mixtecas yuta, que significa "río", y nduchi, que significa "frijol". Una interpretación es que yuta hace referencia al río donde se establecieron los primeros pobladores y nduchi a las piedras en forma de frijol que se encontraban en el lugar.

## Historia
Originalmente llamado "Santa María Yutanduchi", en 1929 cambió su nombre por Yutanduchi de Guerrero. Esta modificación se dio por la fuerte lucha que había entre los cristeros y por el hecho de que la localidad estaba en una posición firme a favor del Gobierno, tomando el lema del general Vicente Guerrero "La patria es primero".

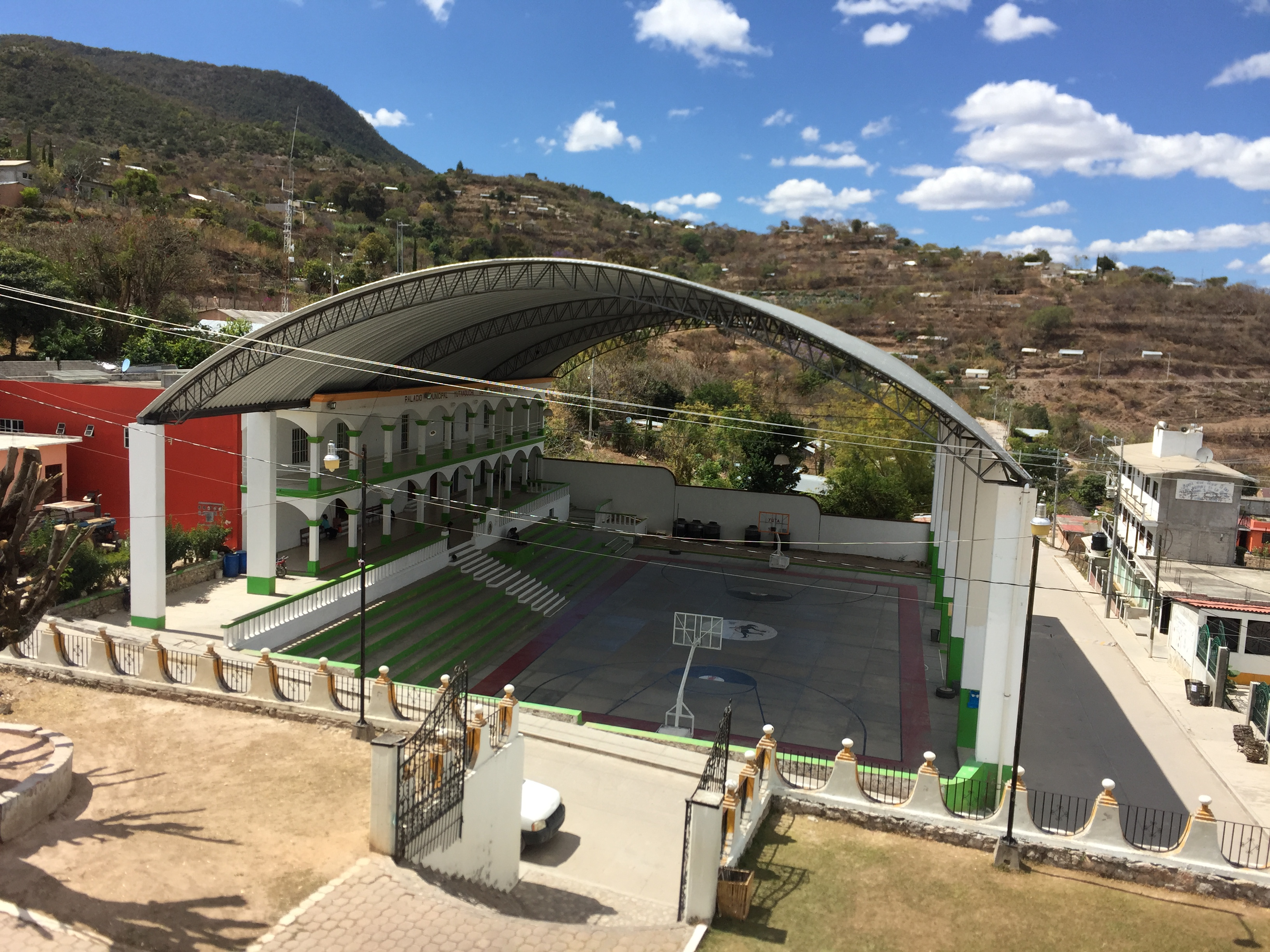
Palacio y Auditorio municipal

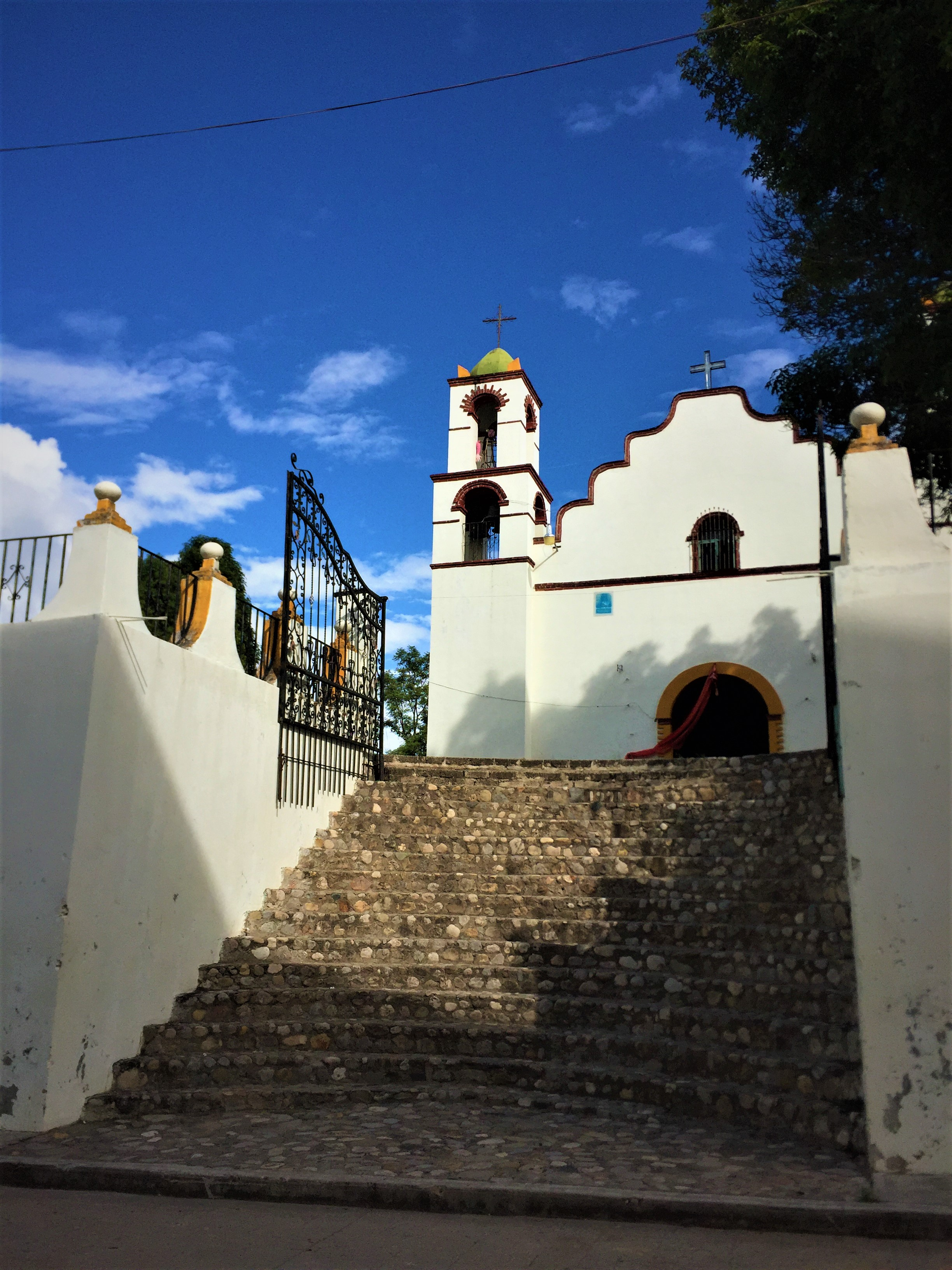
Atrio e iglesia de yutanduchi

## Demografía
Según el censo de 2020, en el municipio habitan 1195 personas, de las cuales el 77.2% hablan una lengua indígena. Existe un grado de marginación muy alto. El 49.8% de la población vive en condiciones de pobreza extrema.

## Comunidades
Dentro el municipio se encuentran los siguientes poblados: 
| Nombre de la localidad      | Población (2020) |
| --------------------------- | ---------------- |
| Yutanduchi de Guerrero      | 1077             |
| Cosabico Verde (La Ciénega) | 118              |

## Servicios

#### Comunicaciones
La comunidad no cuenta con servicio de telefonía celular (Telcel).[cita requerida] Sin embargo, existen 2 tipos de telefonía: 
-Telefonía vía satélite (Lada Fon)
-Telefonía comunitaria (Red Comunitaria).
El servicio de internet dentro de la comunidad se distribuye con diversos distribuidores a través de la red wifi por medio de fichas de tiempo limitado.
No hay señales de televisión debido a la falta de infraestructura. Sin embargo, algunas empresas ofrecen el servicio de televisión restringida (Sky, VeTv).

#### Transporte
La comunidad se conecta por una carretera de 75 kilómetros aproximadamente con la ciudad de Asunción Nochixtlan, que es cabecera del distrito de los cuales 27 km corresponden a terraceria en el tramo de Santiago Mitlatongo a Yutanduchi de Guerrero.
El transporte de pasajeros hacia Nochixtlan y viceversa se lleva a cabo por medio del servicio de Camionetas y Vagonetas en dos horarios: de Yutanduchi a Nochixtlan por la mañana y de Nochixtlan a Yutanduchi por la tarde-noche. También hay servicio de taxis partiendo desde la ciudad de Nochixtlán.
El tiempo de traslado hacia Nochixtlan es de aproximadamente de 2 horas y media a 3 horas dependiendo de las condiciones de la carretera y el clima.

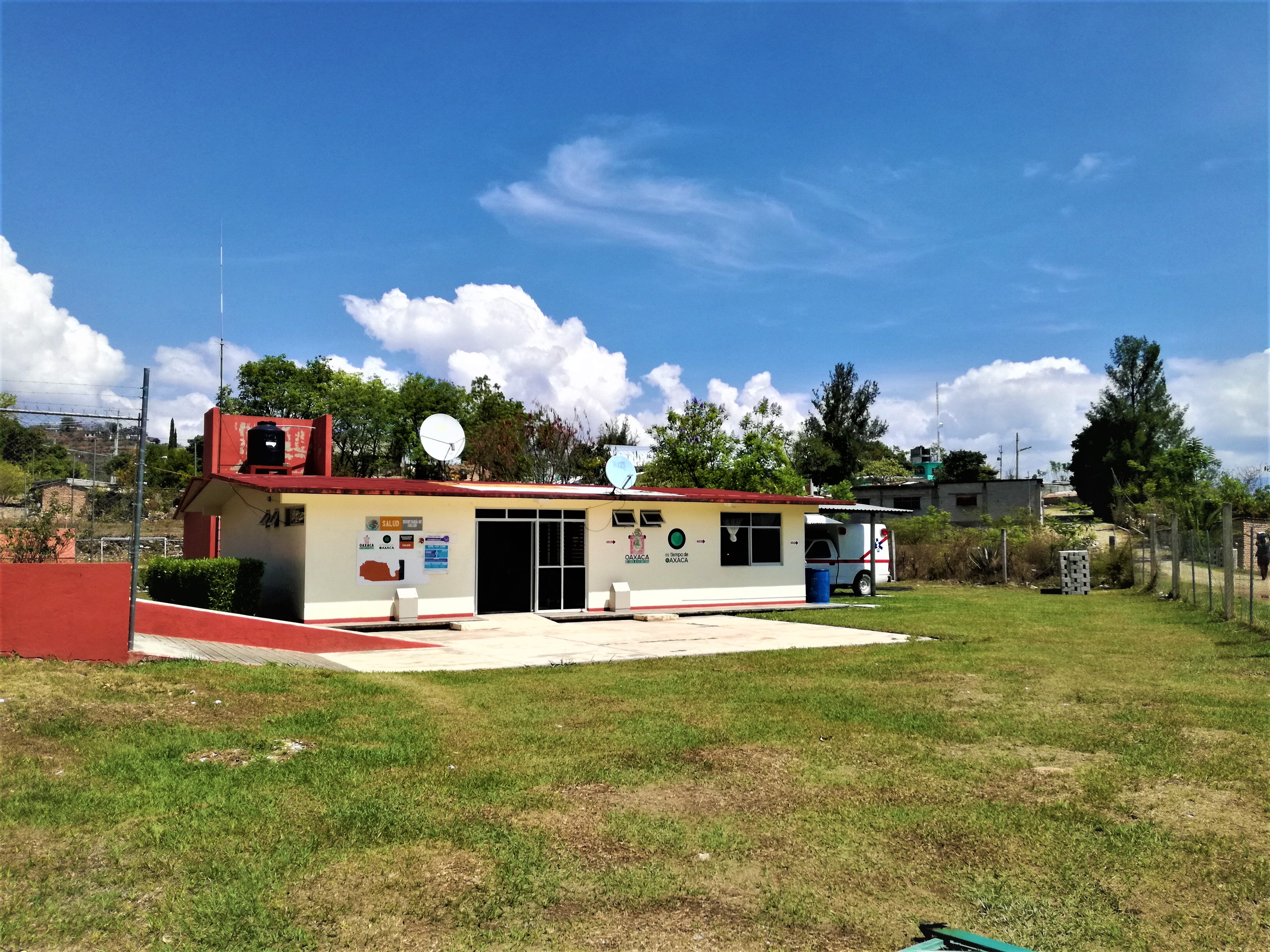
Clinica de Salud

#### Servicios de salud
La comunidad de Yutanduchi de Guerrero cuenta con una clínica de salud de segundo nivel que pertenece al sector salud del estado, ambulancia y personal médico durante los siete días de la semana.

#### Oferta educativa
Yutanduchi cuenta con planteles escolares del nivel básico y medio superior:

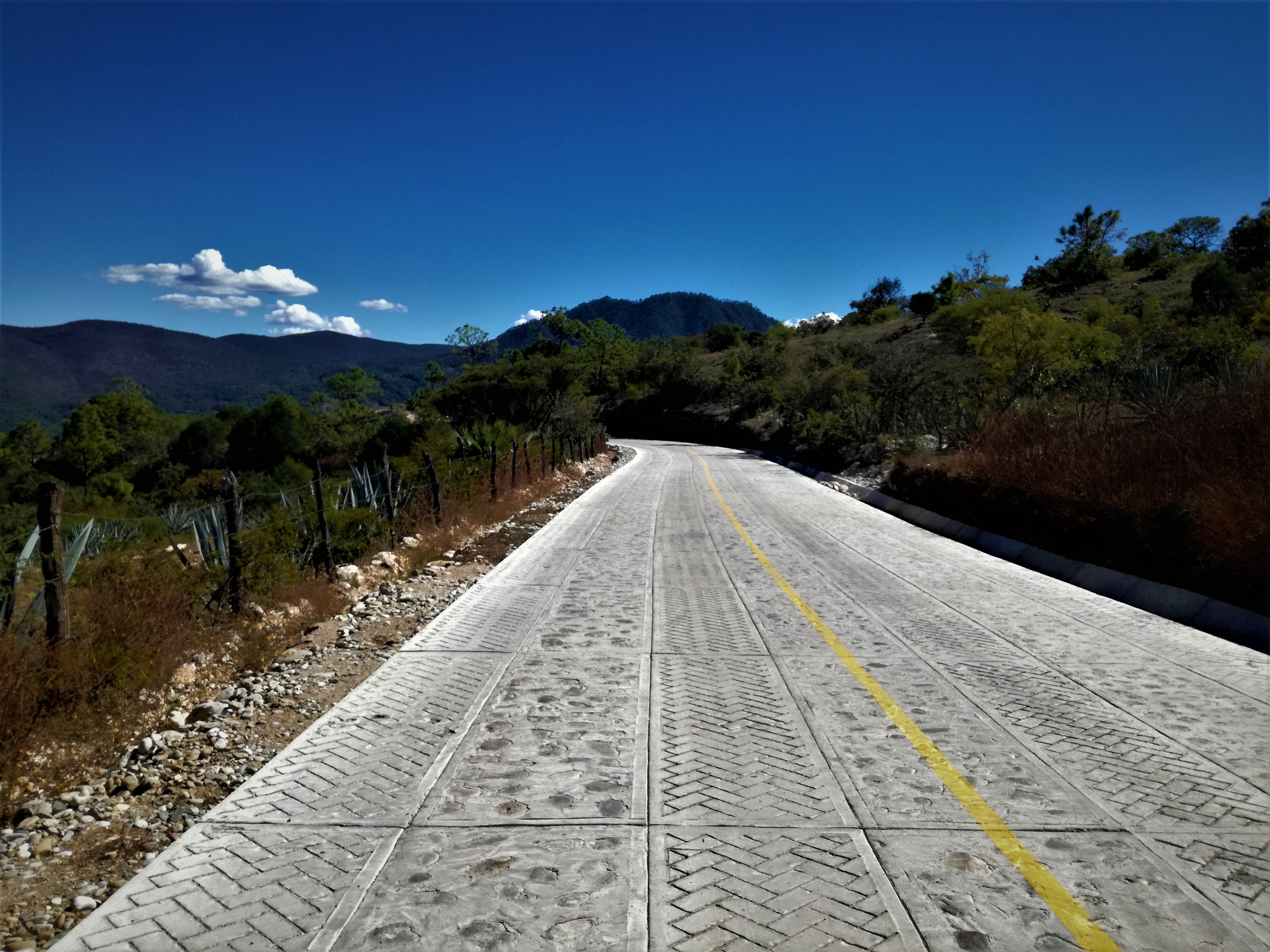
Carretera Yutanduchi-Teozacoalco

- Educación inicial
- Preescolar
- Escuela Primaria
- Escuela Telesecundaria
- Bachillerato (IEBO)

#### Otros servicios
La comunidad cuenta con una sucursal del Banco del Bienestar que beneficia a los habitantes de Yutanduchi y los pueblos mancomunados (San Mateo Sindihui, San Pedro Teozacoalco y San Miguel Piedras).

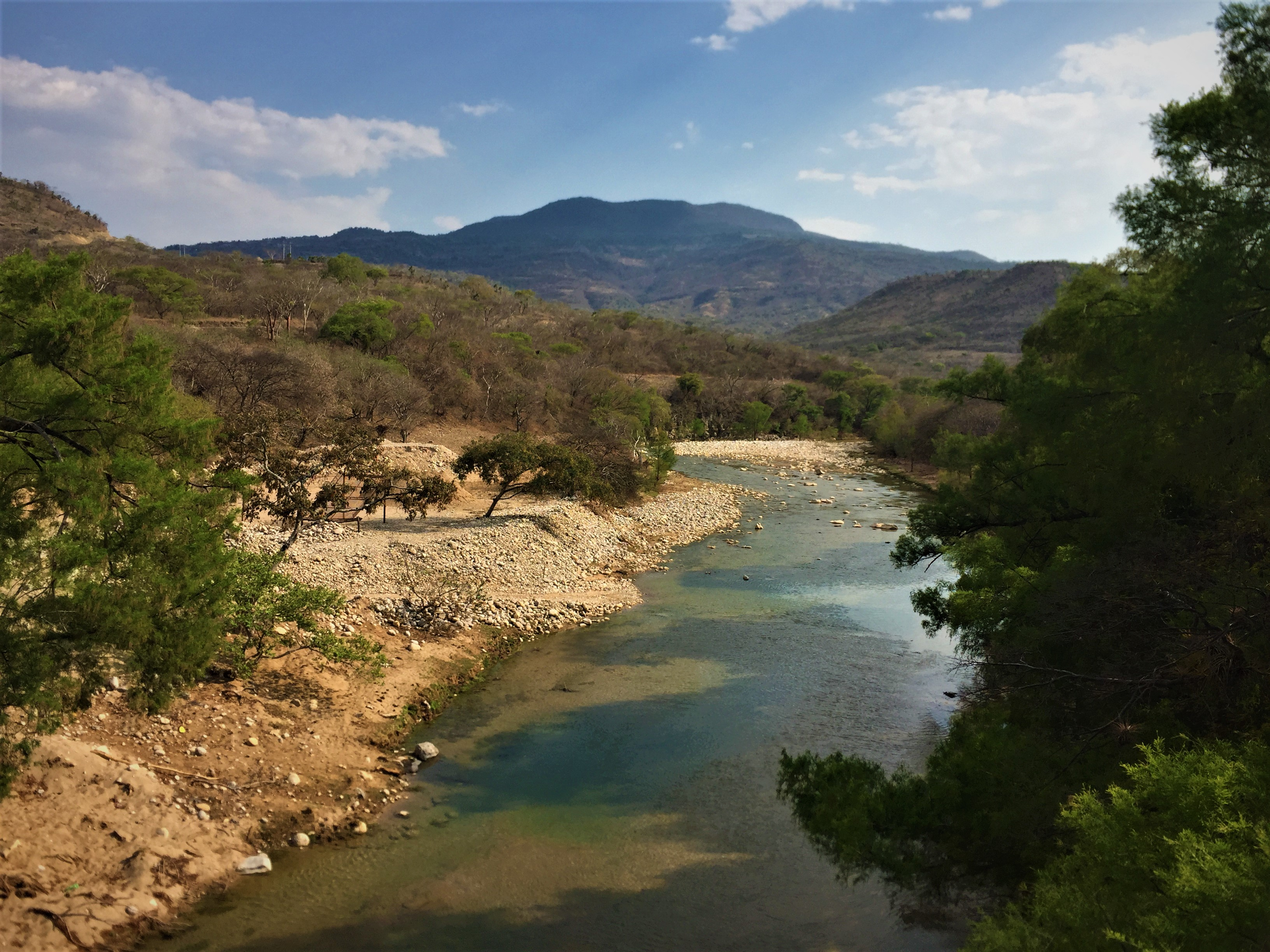
Rio Sombra

Yutanduchi y los pueblos que conforman el "Mancomún" han sido benefactores del Programa de caminos a cabeceras municipales implementado a través del Gobierno Federal, de los cuales se han construido 15 km aproximadamente entre San Mateo Sindihui, Yutanduchi de Guerrero, San Pedro Teozacoalco y San Miguel Piedras, facilitando el acceso y disminuyendo el tiempo entre estas comunidades.

## Flora y fauna
Entre la vegetación predominante se encuentran pinos ocotes, encinos, palmas datileras, espinos y huajales, entre otros. 
La fauna silvestre de la región comprende coyotes, conejos, zorrillos, iguanas, tlacuaches, etcétera.